# OPML
Формат OPML (англ. Outline Processor Markup Language) — язык разметки структуры, основанный на формате XML, служащий для переноса в стандартную электронную форму информации о потоках, которые могут группироваться в ленты. Этот стандарт используется для проектирования структуры программ, в частности, концептуальных карт и диаграмм связей, для создания списков, включающих как RSS-потоки, так и потоки других форматов — RDF, Atom и так далее.

## История разработки
База этого языка очень универсальна и пригодна для описания структуры различных объектов с иерархической, древовидной структурой, к примеру, каталогов, списков ссылок и тому подобное. Эта универсальность исходит от корней этого языка — подобные языки описания структуры начали создаваться ещё с 1960-х годов для описания структуры различных данных. После рождения технологии XML, в 2000 году вышел и стандарт описания структуры OPML, основанный на этой технологии.

## Версии стандарта
Сейчас в ходу версия 1.0, но в 2006 году вышел черновик версии 2.0.

## Конкурирующие стандарты
Помимо OPML в настоящее время существует ещё один стандарт — OCS (Open Content Syndication — открытый обмен данными).

## Пример структуры OPML-документа
```
<?xml version="1.0" encoding="UTF-8"?>

<opml
 
version=
"1.0"
>

 
<head>

   
<title>
Рекомендуемые
 
RSS-потоки
</title>

   
<ownerName>
Имя
 
владельца
 
списка
</ownerName>

   
<ownerEmail>
abc123@example.com
</ownerEmail>

 
</head>

 
<body>

   
<outline
 
text=
"Лента 1"
>

     
<outline
 
text=
"Поток (канал) 1"
 
description=
"Описание"
 
htmlUrl=
"..."
 
xmlUrl=
"..."
 
type=
"..."
 
/>

     
...

   
</outline>

   
<outline
 
text=
"Лента 2"
>

     
...
   

   
</outline>

   
...

 
</body>

</opml>

```